# Dioxyna brachybasis
Dioxyna brachybasis är en tvåvingeart som beskrevs av Hardy 1988. Dioxyna brachybasis ingår i släktet Dioxyna och familjen borrflugor. Inga underarter finns listade i Catalogue of Life.